# Луций Валерий Флак (консул 86 пр.н.е.)
Вижте пояснителната страница за други личности с името Валерий Флак.
Луций Валерий Флак (на латински: Lucius Valerius Flaccus; † началото на 85 пр.н.е.) e политик на късната Римска република.
По-малък брат на Гай Валерий Флак (консул 93 пр.н.е.) и братовчед на Луций Валерий Флак (консул 100 пр.н.е.). Баща е на Луций Валерий Флак (претор 63 пр.н.е.).
Флак е военен трибун през 100 пр.н.е., 99 пр.н.е. едил, 95 пр.н.е. претор и след това управител на провинция Азия. През 86 пр.н.е. е избран за суфектконсул заедно с Луций Корнелий Цина на мястото на умрелия Гай Марий. Той издава закон за намаляване на задълженията и тръгва като командир на войската на Изток да се бие против Митридат VI. Флак не е обичан от войниците и е убит от тях. Негов заместник става опитният легат Гай Флавий Фимбрия.